# Derlis Florentín
Derlis Florentín (sinh ngày 9 tháng 1 năm 1984) là một cầu thủ bóng đá người Paraguay.

## Sự nghiệp câu lạc bộ
Derlis Florentín đã từng chơi cho Mito HollyHock và Consadole Sapporo.

## Thống kê câu lạc bộ

### J.League
| Đội               | Năm       | J.League | J.League | J.League Cup | J.League Cup | Tổng cộng | Tổng cộng |
| Đội               | Năm       | Trận     | Bàn      | Trận         | Bàn          | Trận      | Bàn       |
| ----------------- | --------- | -------- | -------- | ------------ | ------------ | --------- | --------- |
| Mito HollyHock    | 2005      | 17       | 8        | -            | -            | 17        | 8         |
| Consadole Sapporo | 2005      | 19       | 1        | -            | -            | 19        | 1         |
| Tổng cộng         | Tổng cộng | 37       | 9        | 0            | 0            | 37        | 9         |